# Kürtös

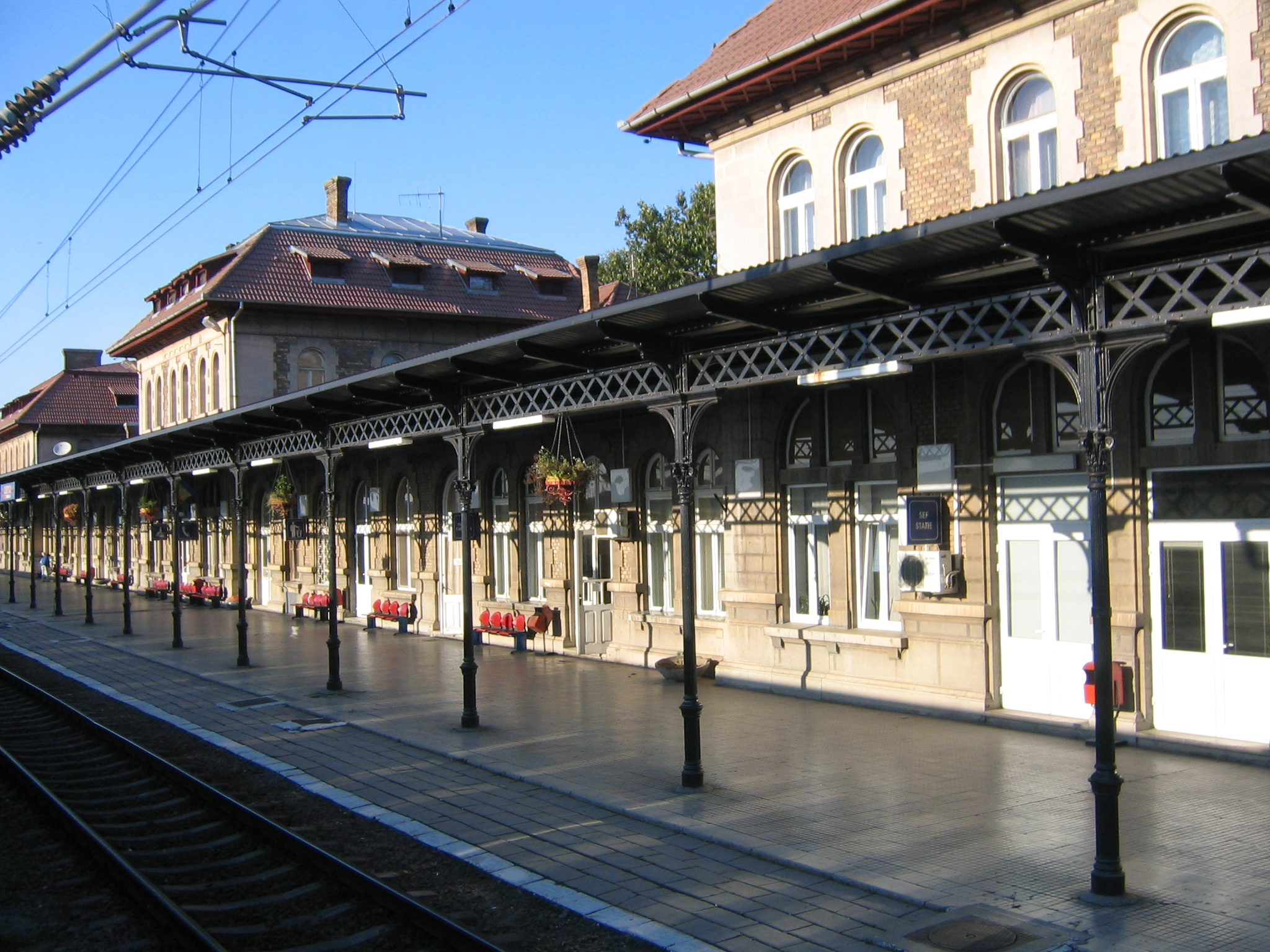
Vasútállomás

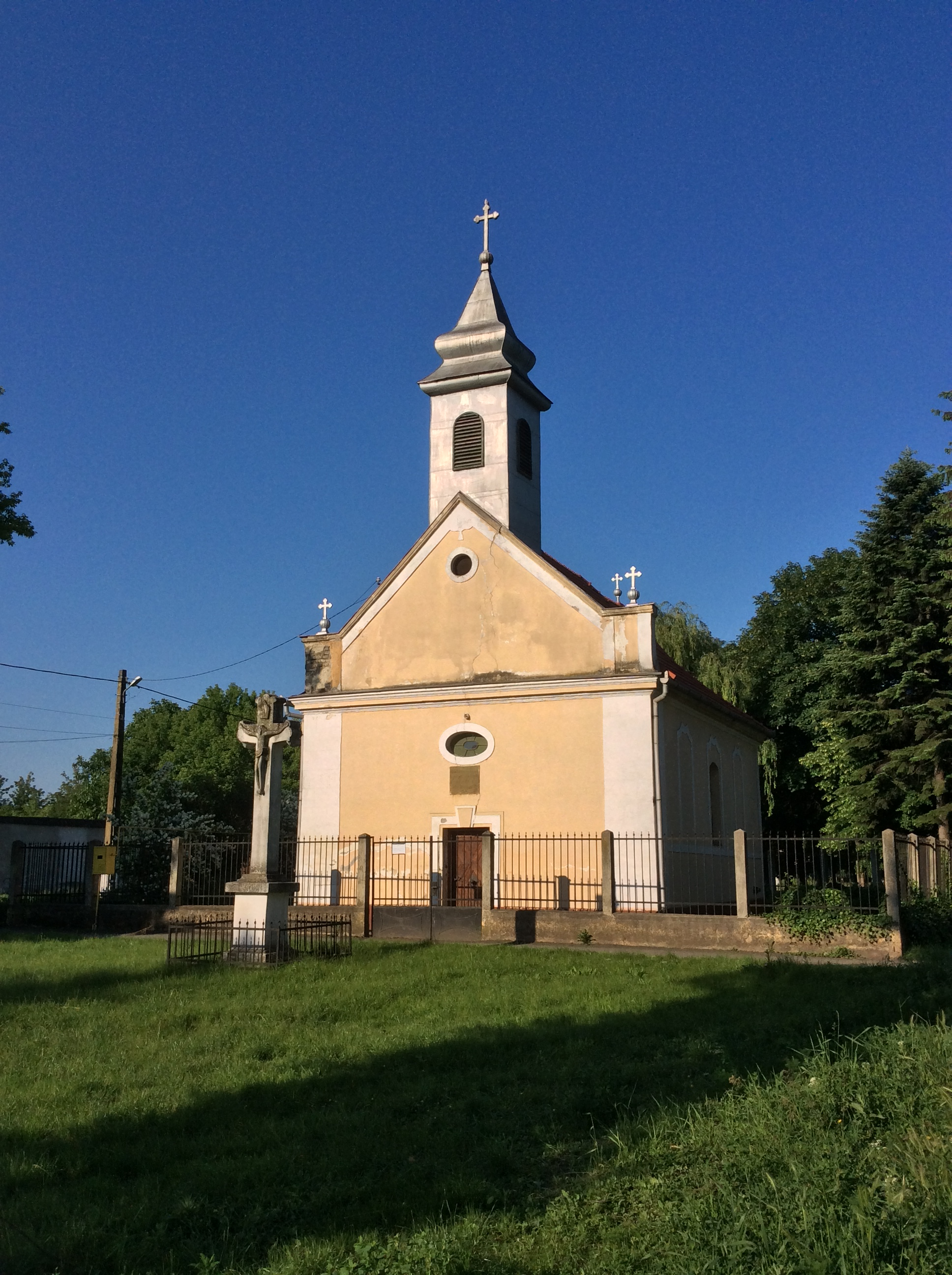
Római katolikus templom

Kürtös, 1910-ig Kurtics (románul Curtici) város Romániában, Arad megyében. 2004-ig közigazgatásilag Kisiratos is hozzátartozott.

## Fekvése
Aradtól 15 km-re északra fekszik. Vasúti határátkelőhely Magyarország felé.

## Nevének eredete
Először 1519-ben említik, Kurteghaz néven. Ez alatt valószínűleg „Kurtaegyház”-at kell érteni, ugyanis 1561-ben, pusztaként mint Kurta feyer Egyhaz bukkan föl. 1567-ben és 1579-ben, oszmán-török nyelvű adóösszeírásban a valószínűleg délszláv nyelvű összeírók Kisfehéregyházként hivatkoztak rá. A Kurtics név a korábbi magyar Kurtaegyház-ból vagy Kurtafejéregyház-ból a szerbben alakulhatott ki a 17. században (1645-ben Kurtik és Kurtigy), és a 18. században a települést újranépesítő románok is átvették. A helyi hagyomány a Cutița (Kutica) nevű földesúri majorból származtatta. Ebből a helynévmagyarosítás alatt, Arad vármegye vezetőségének romantikus ihletésű ötletére alkották és tették hivatalossá a Kürtös nevet. 1921-től egy ideig hivatalosan a Decebal nevet is viselte.

## Története
Első említésekor, 1519-ben a világosi váruradalomhoz tartozott, akárcsak a tágabb vidék legnagyobb része. 1561-ben puszta, 1567-ben és 1579-ben azonban a hódoltsági adóösszeírók huszonhárom családot írtak össze benne, jobbára magyar névvel. Később ismét elpusztulhatott, a 17. század folyamán területe vákuf. 1722-ben a Kutas nevű faluban (első említése: 1437, Kuthos) tizennégy lakatlan telket találtak. Kutas ezután települt újra román lakossággal, akik a későbbi hagyomány szerint Gyulicáról és az erdélyi Tövisről származtak. Az 1740-es években a szerb határőrvidéki ezredes Horváth János birtoka volt, 1746-ban 81 jobbágycsalád lakta. Miután a Tisza-Marosi határőrvidéket 1750-ben feloszlatták és Horváth sokezer más szerb határőrrel együtt az Orosz Birodalomba (a mai Dél-Ukrajnába, Új-Szerbiába) települt, a birtok felét Kászonyi András vásárolta meg tőle. Az ezt követő években lakossága gyorsan változott. Egy közlés szerint négyötödük elköltözött a szertelen robotteher elől, és a helyükre hozott jobbágyok gyorsan továbbálltak. 1765 és 1770 között svábok is betelepültek – nagy részük innen a bánáti Szentandrásra költözött, a kevés helyben maradt család később elmagyarosodott. Számukra Kászonyi András római katolikus templomot építtetett. 1741-ig Zaránd, attól kezdve Arad vármegyéhez tartozott.
Mai helyére 1772 után kezdték összevonni a Kutas és Tövisegyháza határához tartozó, szórt tanyák lakóiból. Kutas és Tövisegyháza azonban a 20. század elejéig lakott maradt (utóbbi Simánd részeként).  1784–87-ben Kászonyi Andrásnak 109 jobbágycsaládja, Marczibányi Istvánnak 43 jobbágy-, 28 házas és nyolc házatlan zsellércsaládja élt benne. A Kászonyi-birtokot később a Friebeisz család örökölte. 1786. júliusában 188 családnyi lakossága csatlakozott a Horea-felkeléshez. Magyar lakói lassan szivárogtak be mint cselédek és napszámosok. A 19. század közepén gazdaságát még a szarvasmarha- és juhtenyésztés dominálta, határában emellett dohányt is termesztettek. 1858-tól az Arad–Szolnok-vasútvonal megnyitása adott lökést a gabonatermesztésnek, illetve a helyi fogyasztásra korábban is vetett görög- és sárgadinnye termesztésének. Ekkoriban költöztek be zsidó lakói is. Zsidó iskoláját 1860-ban nyitották, a hitközség 1868 után a neológ irányzathoz csatlakozott. 1883-ban közigazgatásilag hozzácsatolták Almásiratost és Szentpált. Szentpál és Sofronya a trianoni békeszerződés után önállósult, a vasút túloldalán, a településtől délnyugatra fekvő Almásiratos pedig elnéptelenedett.
A századfordulón több uradalom is feküdt határában: Friebeisz Miklósé, Mocsonyi Zénóé, Purgly Jánosé, Justh Zoltáné és az Almásy család almásiratosi uradalma. 1903-ban aratósztrájk helyszíne volt. Itt működött a román baptisták egyik korai missziós központja. 1887-ben az egyik uradalomhoz szegődött el Mihai Brumar csizmadia, aki a budapesti német gyülekezetben lett baptistává. Igehirdetése
nyomán 1892-ben tartották meg az első bemerítkezést, 1895-ben pedig befejezték az imaház építését. Már ekkoriban sok cigány élt a faluban, akik főként kupeckedéssel foglalkoztak.
A trianoni békeszerződés a településtől északra húzta meg az új román–magyar határt. 1921-ben vámállomás létesült benne, ugyanekkor elkezdték vasúti műhelyek építését. Az 1930-as években a kommunista mozgalom egyik központja volt Arad megyében. 1968-ban kapott városi rangot.

## Népessége
- 1824-ben 1179, 18 és 60 év közötti adóköteles lakosát írták össze. Az 525 adófizető család közül 402 volt jobbágy, 123 zsellér, tizenhat céhes kézműves, négy szolga és két kereskedő.
- 1880-ban 4906 lakosából 3959 volt román, 555 magyar, 79 német és 61 szlovák anyanyelvű; 4200 ortodox, 433 római katolikus és 208 zsidó vallású. A hozzátartozó Kutas lakosságát külön nem mutatták ki.
- 1910-ben 5928 román és 2166 magyar lakost, összesen 8298 főt írtak össze. Ez azonban némileg félrevezető, mivel a népszámlálás idején a településhez tartozott Kutas, Almásiratos, Sofronya és Szentpál is.

* Utóbbiak nélkül magát a települést 5916-an lakták, közülük 5204 volt román, 644 magyar és 55 német; 5121 ortodox, 475 római katolikus, 137 zsidó, 128 református és 102 baptista.
* Kutason ugyanekkor 640 fő élt, közülük 269 magyar, 265 román és 103 német anyanyelvű; 319 római katolikus, 257 ortodox és 46 református vallású.
- 2021-ben 7279 lakosából 5140 vallotta magát román, 1033 roma, 139 magyar és öt német nemzetiségűnek;[10] 4509 ortodox, 905 pünkösdi, 457 baptista és 188 római katolikus vallásúnak.[11]

## Nevezetességei
- A késő barokk Kászonyi-kastély (1769) a város közepén, parkkal körülvéve fekszik. Mezőgazdasági kombinát székháza működik benne.
- A római katolikus templom (1772).
- A régi ortodox templom 1778 után épült. A templom melletti térre 1990 után új ortodox templomot építettek, így most egymás mellett két, ugyanazon egyházközséghez tartozó templom is áll.
- A településtől keletre halad el a szarmaták által 324 és 337 között épített, az Alföldet körbekerülő Csörsz-árok.
- Termálvizes strand.

## Kurtics az irodalomban
- Főként itt játszódik Ioan Slavici 1884-ben megjelent, Az erdei lány (Pădureanca) című kisregénye. A cselekmény Busuioc kurticsi nagygazda, Iorgovan, a fia, Sofron, a cselédje és a kéveszedőként náluk arató Simina körül bonyolódik.

## Gazdasága
- Vámszabad terület.
- Tej- és húsfeldolgozó.

## Oktatás
- Ion Creangă Technológiai Líceum.

## Botrány a katolikus temető körül
1944. szeptemberében Kürtös határában súlyos harcok folytak az Arad felől hátráló magyar honvédcsapatok, az 1. magyar páncéloshadosztály és a szovjet 18. harckocsihadtest csapatai között. A harcokban hősi halált haltak közül mintegy negyven magyar katonát a kürtösi katolikus temetőben helyeztek örök nyugalomra. Az itt eltemetettek között nyugszik többek között Duska József százados az 1. gépkocsizó lövészezred 3. századának parancsnoka, az osztrogorszki hős Duska László testvérbátyja is. A katonák nyugalmát évtizedekig semmi sem háborgatta. 2010 őszén a helyi önkormányzat megbízásából a település halastavát kikotorták és az iszapot a katolikus temető kerítését megbontva több méter magasan annak régi magyar sírjaira és a katonasírokra hordták. Mi több a régi sírok egy részén utat alakítottak ki. Ez ügyben 2011. április 6-án a temetőben lakossági fórumot tartott a település magyar lakóinak egy csoportja.